# Цуи, Дэниел
Да́ниел Чи Цу́и (англ. Daniel Chee Tsui, кит. упр. 崔琦, пиньинь Cuī Qí, палл. Цуй Ци, род. 28 февраля 1939, уезд Баофэн, провинция Хэнань, Китай) — американский физик китайского происхождения. Занимался исследованиями в области электрических свойств тонких плёнок, микроструктуры полупроводников и физики твёрдого тела. Лауреат Нобелевской премии по физике в 1998 году (совместно с Робертом Лафлином и Хорстом Штёрмером) «за открытие новой формы квантовой жидкости с возбуждениями, имеющими дробный электрический заряд».
Член Национальной академии наук США (1987), Национальной инженерной академии США (2004), член Академии наук развивающихся стран (TWAS; 1999), иностранный член Китайской академии наук (2000).

## Биография
Среднее образование получил в Гонконге. С 1958 года учился в США: Колледж Августина, Рок-Айленд, Иллинойс; окончил университет общества Фи-Вета-Каппа. Получил докторскую степень в Чикагском университете в 1967 году. В 1968—1982 годах — в лаборатории электроники твердого тела в Bell Labs. С 1982 года — профессор электротехники в Принстоне.
Основные работы по физике твёрдого тела, электрическим свойствам тонких плёнок и полупроводников. В 1982 году открыл дробный квантовый эффект Холла при исследовании полупроводниковых гетероструктур в сильных магнитных полях при сверхнизких температурах (Нобелевская премия).

## Общественная деятельность
В 2016 году подписал письмо с призывом к Greenpeace, Организации Объединенных Наций и правительствам всего мира прекратить борьбу с генетически модифицированными организмами (ГМО) .